# Catedral de Tours
A Catedral de Saint Gatien é uma catedral romana da igreja católica em Tours, na França. Dedicada a são Gaciano, o primeiro bispo de Tours, é sede da arquidiocese metropolitana da província eclesiástica de Tours, em Indre-et-Loire. A Catedral de Saint-Gatien foi construída entre 1170 e 1547. No principio da construção, ela estava localizada na extremidade sul da ponte sobre o Rio Loire, na estrada de Paris para o sul-oeste da França. Foi classificada como um Monumento histórico desde 1862.

## História

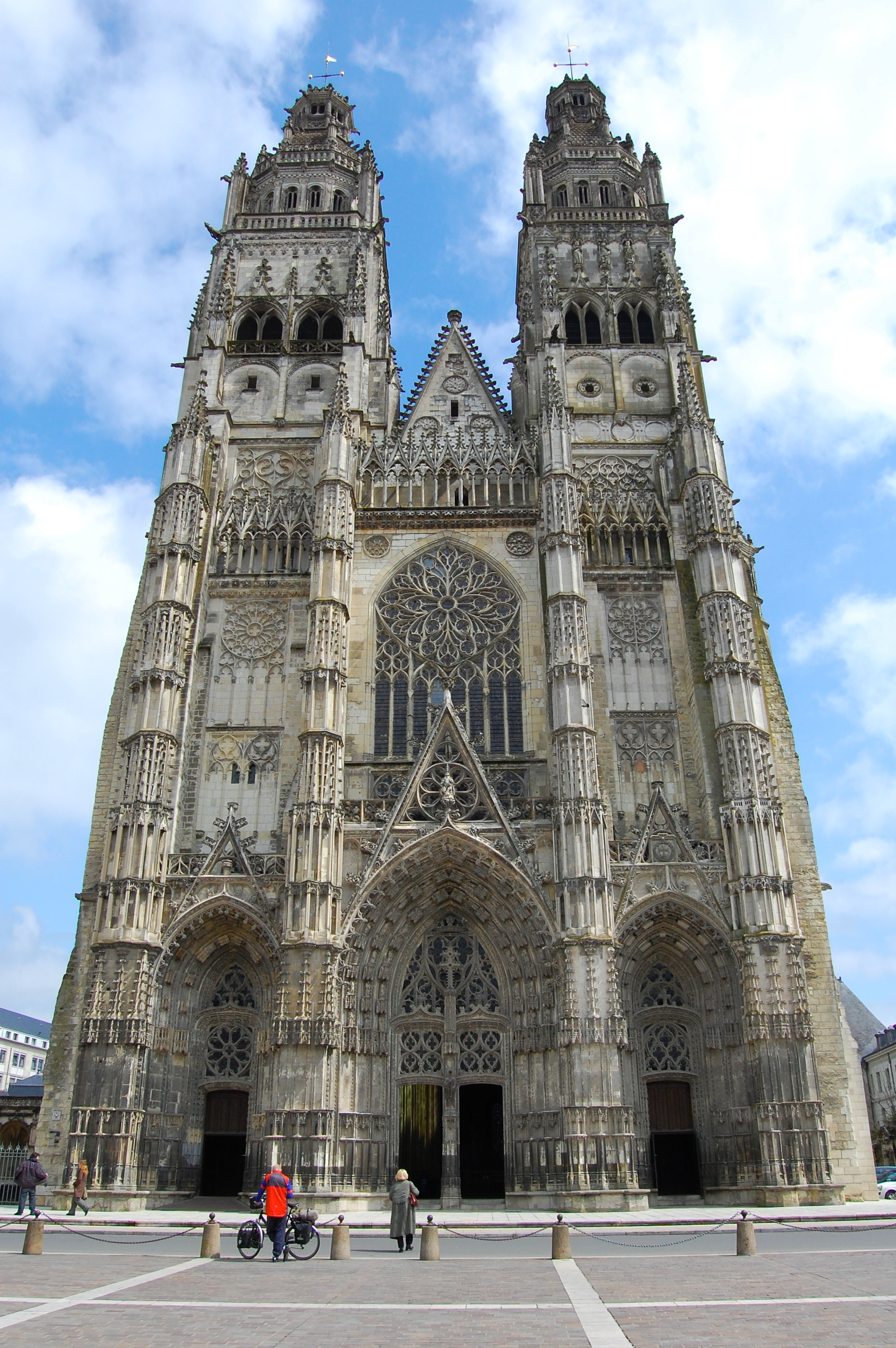
Saint-Gatien.

A primeira catedral de Saint-Maurice foi construída por Lidoire, bispo de Tours de 337 a 371 (anteriormente Saint-Martin). Queimada em 561, foi restaurada por Gregório de Tours e dedicar em 590. A sua localização, no ângulo Sudoeste do castrum, bem como a sua orientação oriental, resultou no acesso original de ser através do período romano tardio em torno da parede (tal configuração é bastante rara).
A catedral foi depois reconstruída durante o segundo trimestre do século XI e novamente queimados em 1166 durante o conflito entre Luís VII da França e Henrique II da Inglaterra (também conde de Anjou, a região vizinha).
A atual catedral substitui o edifício românico do século XIII. A primeira fase causa do transepto sul e as torres, tão cedo quanto 1170. A capela-mor foi reconstruída entre 1236 e 1279 por Étienne de Mortagne, mas a nave levou muito mais tempo para construir. O arquitecto Simon du Mans reconstruiu  o transepto e iniciou a nave, incluindo seis vãos, corredor e capela, construída durante o século XIV - os dois primeiros vãos correspondem aos da antiga catedral românica e datam do século XII. A nave só foi concluída durante o século XV pelos arquitetos Jean de Dammartin, Jean Papin e Jean Durand, graças à generosidade de Carlos VII e o duque da Bretanha João V.
Durante a construção da atual catedral, a nave foi depois estendido para o oeste e as torres que cercam sua entrada foram erguidas durante a primeira metade do século XVI, a primeira torre em 1507 por Pierre de Valence a 87 m de altura, e a segunda torre entre 1534 e 1547 por Pierre Gadier. Destacando a característica especial do edifício, chamados supra, as torres foram erguidas fora da cidade velha. A parede envolvente romana tardia é visível na secção transversal na parte de trás das torres do norte.
Em 1356, a catedral recebeu o novo nome de Saint Gatien. A sua construção ter sido particularmente lenta, que apresenta um padrão complexo de tipos religiosos franceses da arquitetura dos séculos XIII a XV. Por exemplo, os contrafortes da torre são românicos, a ornamentação em geral é totalmente gótica, e os topos das torres são renascentistas (início do século XIV).

## Galeria

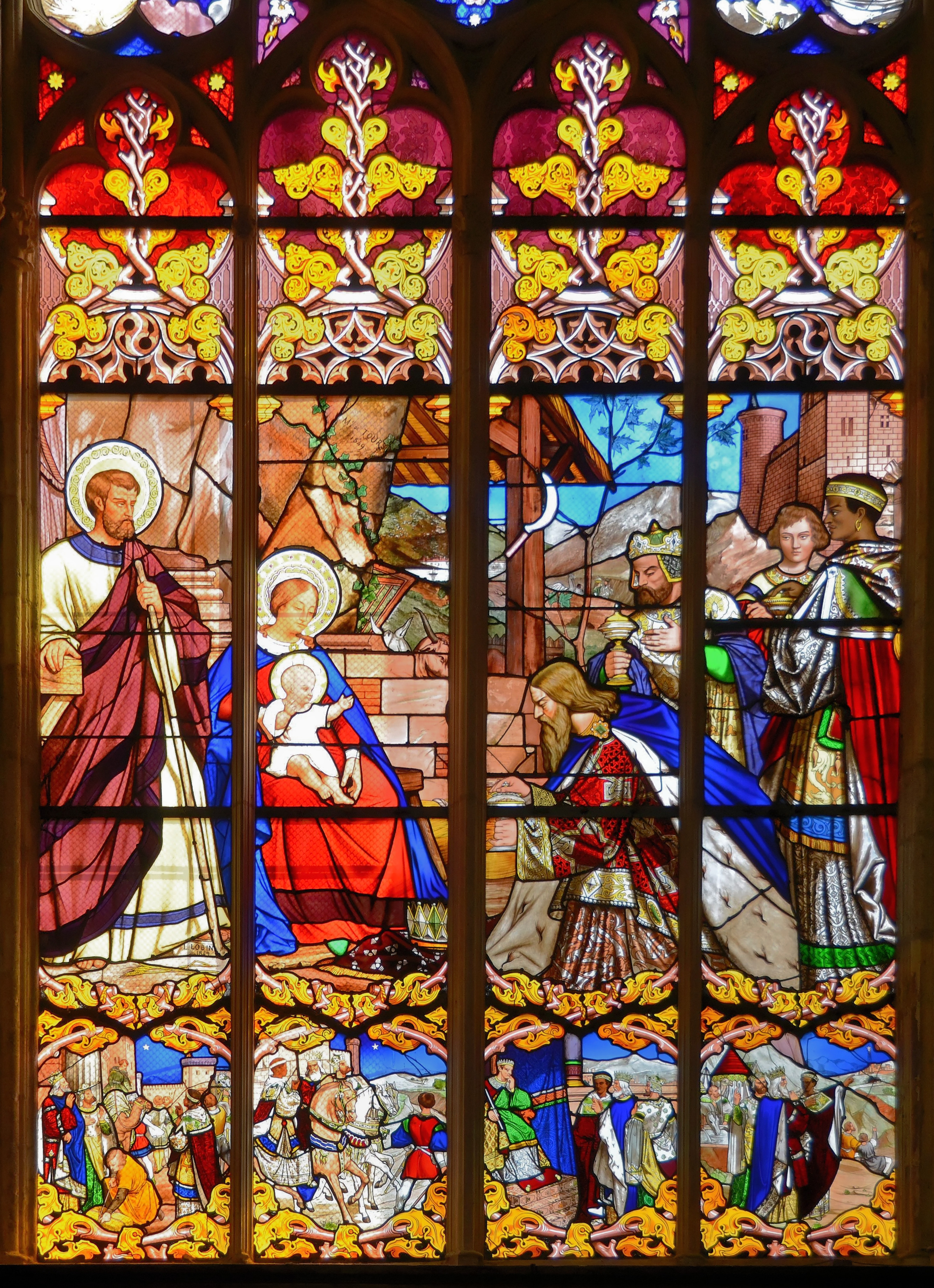
Vitral da Capela
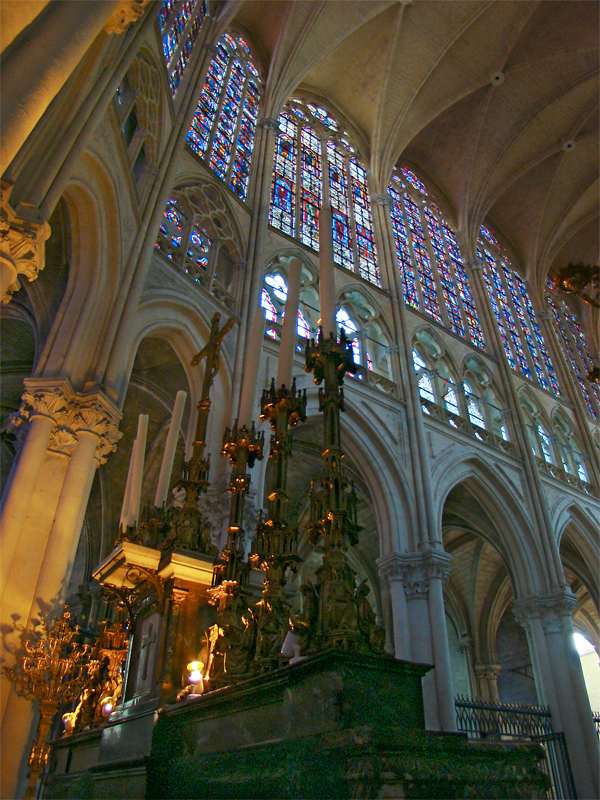
Altar-mor e coro
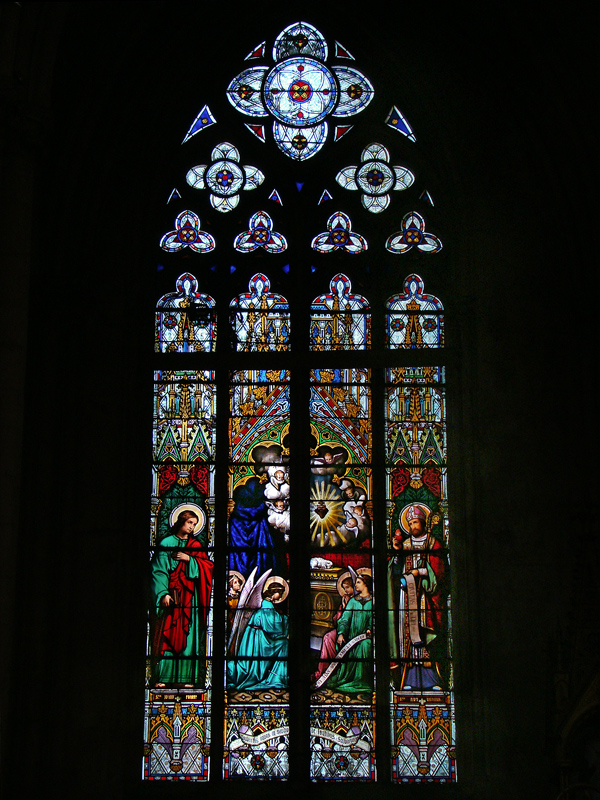
Vitral da Capela